# Schwarz-Weiß Essen
Schwarz-Weiß Essen är en tysk fotbollsklubb från Essen, grundad 1881. Schwarz-Weiß Essen blev tyska cupmästare 1959.

## Kända spelare
- Oliver Bierhoff
- Jens Lehmann

## Meriter
- Tyska cupmästare